# Alberto Hidalgo
Alberto Hidalgo Lobato (Arequipa, 23 de maio de 1897 – Buenos Aires, 12 de novembro de 1967) foi um poeta e narrador peruano cuja obra, notoriamente individualista, se encontra entre as precursoras do vanguardismo na literatura peruana.

## Biografia
Alberto Hidalgo era filho de Manuel Hidalgo e Juana Lobato. Era membro do Partido Aprista Peruano, ao qual renunciou posteriormente, como sua compatriota Magda Porta, após denunciar que a corrupção se instalara naquela organização política.
Em 1919, Hidalgo desempenhou um papel importante no ambiente de vanguarda. Junto com Jorge Luis Borges e Vicente Huidobro participou e editou o Index of New American Poetry (1926). Conheceu Xul Solar, Ricardo Güiraldes, Oliverio Girondo, Macedonio Fernández, Leopoldo Marechal e Rafael Squirru, entre outros. Ele criou as revistas Oral e Pulse.
O trabalho posterior foi Atitude dos anos. A ideologia esquerdista e combativa de Hidalgo e sua ligação com o Peru se reflete em seus poemas Carta al Perú (1957) e Poesia inexpugnável (1962), em tempos de guerra.
Além de sua obra poética, escreveu contos originalmente publicados e principalmente em Caras y Caretas, e posteriormente publicados com o título Los sapos y otros personas (1927), o único livro de contos do autor. Ele também se dedicou às peças. Escreveu o ensaio Diário do meu sentimento (1937), no qual comenta de forma bastante pessoal e irreverente o ambiente artístico de sua época. Uma menção à parte merece uma coleção de livros sobre a divulgação da obra de Sigmund Freud, publicada entre 1930 e 1945 sob o pseudônimo do Dr. J. Gómez Nerea, que contribuiu para a divulgação da psicanálise na Argentina.
Morreu em Buenos Aires em 12 de novembro de 1967, poucos meses depois de receber o Grande Prêmio de Honra concedido pela Fundación Argentina para la Poesía, o único reconhecimento recebido em vida. Ele foi sepultado no cemitério de Chacarita. Por sua obra literária, é duas vezes indicado ao Prêmio Nobel de Literatura em 1957, quando foi apoiado pelo grupo liderado por Gabriela Mistral, e novamente em 1967. Os restos mortais de Alberto Hidalgo foram repatriados em 1971 para sua cidade natal e repousam em um mausoléu do Cemitério Geral dos Apachetas.

## Simplismo
O simplismo é uma técnica literária que, influenciada pelo futurismo e pelo criacionismo, consistiu no uso extensivo da metáfora e na autonomia de cada verso, condensando assim sua linguagem poética, geralmente altamente subjetiva.

## Trabalhos
- Arenga lírica al emperador de Alemania. Otros poemas. (com prefácio de Miguel Ángela Urquietado) (Arequipa: Tip. Quiroz Hnos. 1916).
- Panoplia lírica. (com estudo crítico de de Abraham Valdelomar) (Lima: Imp. Víctor Fajardo. 1917).
- Cromos cerranos. (Santiago: s/e. 1918).
- Hombres y bestias. (Arequipa: Edición del autor. 1928).
- Las voces de colores. (Arequipa: s/e. 1918).
- Jardín zoológico. (Arequipa: Tip. Quiroz Perea. 1919).
- Joyería: poemas escogidos. (Buenos Aires: Virus. 1919).
- Muertos, heridos y contusos. (Buenos Aires: Imp. Mercatali. 1920).
- España no existe. (Buenos Aires: Edición del autor. 1921).
- Química del espíritu. (Buenos Aires: Imp. Mercatali. 1923).
- Simplismo: poemas inventados. (Buenos Aires: El Inca. 1925).
- Índice de la nueva poesía americana. (prólogo com Jorge Luis Borges e Vicente Huidobro) (Buenos Aires: El Inca. 1926).
- Ubicación de Lenin: poemas de varios lados. (Buenos Aires: El Inca. 1926).
- Los sapos y otras personas. (Buenos Aires: El Inca. 1927).
- Descripción del cielo, poemas de varios lados. (Buenos Aires: El Inca. 1928).
- Actitud de los años. (Buenos Aires: M. Gleizer. 1933).
- Diario de mi sentimiento (1922-1936). (Buenos Aires: Edición del autor. 1937).
- Dimensión del hombre. (Buenos Aires: F.A. Colombo, impresor. 1938).
- Edad del corazón. (Buenos Aires: Edición del Teatro del Pueblo. 1940).
- Tratado de poética. (Buenos Aires: Feria. 1944).
- El universo está cerca. (Buenos Aires: Feria. 1945).
- Oda a Stalin. (Buenos Aires: El Martillo. 1945).
- Poesía de cámara. (Buenos Aires: Gráf. Continental. 1948).
- Anivegral. (Buenos Aires: Mía. 1952).
- Carta al Perú. (Buenos Aires: El Ateneo. 1953).
- Espacio-tiempo. (Buenos Aires: Bajel de Plata. 1956).
- Aquí está el anticristo. (Buenos Aires: Máfaga. 1957).
- Odas en contra. (Parísː Tinta de Fuego. 1958).

- Biografía de yomismo: poemas. (Lima: Juan Mejía Baca. 1959).
- Historia peruana verdadera. (Lima: Juan Mejía Baca. 1961).
- Poesía inexpugnable. (Buenos Aires: Conducta. 1962).
- Árbol genealógico. (Lima: Juan Mejía Baca. 1963).
- La vida es de todos. (Buenos Aires: Carro de Tespis. 1965).
- Su excelencia, el buey. (Buenos Aires: Carro de Tespis. 1965).
- Volcánida. (Buenos Aires: Kraft. 1967).
- Poemas simplistas, en edición de Juan Bonilla (Málaga: Zut Ediciones, 2009).

Sob o pseudônimo de Dr. J. Gómez Nerea, publicou a coleção de Freud à disposição de todos, que contém os seguintes títulos:
- Freud: el misterio del sueño. (Buenos Aires: Tor. 193?-194?).
- Freud y el problema sexual. (Buenos Aires: Tor. 193?-194?).
- Freud y la higiene sexual. (Buenos Aires: Tor. 193?-194?).
- Freud y los actos maniáticos. (Buenos Aires: Tor. 193?-194?).
- Freud y el chiste equívoco. (Buenos Aires: Tor. 1939).
- Freud y la perversión de masas. (Buenos Aires: Tor. 1942).
- Freud y las degeneraciones. (Buenos Aires: Tor. 1944).
- Freud y su manera de curar. (Buenos Aires: Porvenir. 1944).
- Freud y los orígenes del sexo anal". (Buenos Aires: Tor. 1946).